# ماريا سافويا
ماريا سافويا (بالإنجليزية: Maria Cristina of Savoy)‏ (و. 1812 – 1836 م) هي عقيلة ملك، ولدت في كالياري، توفيت في نابولي، عن عمر يناهز 24 عاماً.